# Калс
Калс (фр. Calce) насеље је и општина у јужној Француској у региону Лангдок-Русијон, у департману Источни Пиринеји која припада префектури Перпињан.
По подацима из 2011. године у општини је живело 219 становника, а густина насељености је износила 9,21 становника/km². Општина се простире на површини од 23,77 km². Налази се на средњој надморској висини од 228 метара (максималној 330 m, а минималној 54 m).

## Демографија
| 1962. | 1968. | 1975. | 1982. | 1990. | 1999. | 2011. |
| ----- | ----- | ----- | ----- | ----- | ----- | ----- |
| 120   | 135   | 116   | 124   | 161   | 185   | 219   |

График промене броја становника у току последњих година